# BLG-204
BLG-204 – brazylijska bomba kasetowa o wadze 300 kg. Może zawierać ładunki przeciwpiechotne lub przeciwpancerne. Jest ona stosowana przeciwko celom rozproszonym na powierzchni. Atak może zostać przeprowadzony z różnej wysokości i z różną prędkością. Ładunek składa się ze 183 subamunicji. Po zrzuceniu aktywowany jest spadochron. Układ elektroniczny kontroluje wyrzucenie spadochronu oraz rozdzielenie 9 części subamunicji na obszarze 30 x 400 m. Bomby mogą być wykorzystane przez Northrop F-5 Freedom Fighter, AMX International AMX.